# هانس گیلهاوس
هانس گیلهاوس (هلندی: Hans Gillhaus؛ زادهٔ ۵ نوامبر ۱۹۶۳) یک بازیکن فوتبال اهل هلند است.

## باشگاهی
از باشگاه‌هایی که در آن بازی کرده‌است می‌توان به باشگاه فوتبال آبردین، آزد آلکمار، پی‌اس‌وی آیندهوون، ویتس‌آرنهم و گامبا اوساکا اشاره کرد.

## تیم ملی
وی همچنین در تیم ملی فوتبال هلند بازی کرده است.